# GOLGA7
GOLGA7 (англ. Golgin A7) – білок, який кодується однойменним геном, розташованим у людей на короткому плечі 8-ї хромосоми. Довжина поліпептидного ланцюга білка становить 137 амінокислот, а молекулярна маса — 15 824.
| 10         |  | 20         |  | 30         |  | 40         |  | 50         |
| ---------- |  | ---------- |  | ---------- |  | ---------- |  | ---------- |
| MRPQQAPVSG |  | KVFIQRDYSS |  | GTRCQFQTKF |  | PAELENRIDR |  | QQFEETVRTL |
| NNLYAEAEKL |  | GGQSYLEGCL |  | ACLTAYTIFL |  | CMETHYEKVL |  | KKVSKYIQEQ |
| NEKIYAPQGL |  | LLTDPIERGL |  | RVIEITIYED |  | RGMSSGR    |  |            |

A: Аланін

C: Цистеїн

D: Аспарагінова кислота

E: Глутамінова кислота

F: Фенілаланін

G: Гліцин

H: Гістидин

I: Ізолейцин

K: Лізин

L: Лейцин

M: Метіонін

N: Аспарагін

P: Пролін

Q: Глутамін

R: Аргінін

S: Серин

T: Треонін

V: Валін

Задіяний у такому біологічному процесі, як альтернативний сплайсинг. 
Локалізований у мембрані, апараті гольджі.